# 東部海軍基地 (ウクライナ)
東部海軍基地（とうぶかいぐんきち、ウクライナ語: Військово-морська база «Схід»）は、ウクライナのザポリージャ州ベルジャーンシクに位置する、ウクライナ海軍の基地である。アゾフ海に面し、ギュルザ-M型砲艇を主力とする第9水上艦艇師団が所在している。
2022年のロシアによるウクライナ侵攻でロシア連邦軍に占領された。

## 所属部隊及び艦艇
- 第9水上艦艇師団（ウクライナ語版）
  - ギュルザ-M型砲艇アッケルマン（ウクライナ語版）（P174 Аккерман）（ロシア軍により鹵獲）
  - ギュルザ-M型砲艇ベルジャーンシク（ウクライナ語版）（P175 Бердя́нськ）
  - ギュルザ-M型砲艇ニーコポリ（ウクライナ語版）（P176 Ні́кополь）
  - ギュルザ-M型砲艇クレメンチュグ（ウクライナ語版）（P177 Кременчук）（ロシア軍により鹵獲）
  - ギュルザ-M型砲艇ルブヌイ（ウクライナ語版）（P178 Лубни）（ロシア軍により鹵獲）
  - ギュルザ-M型砲艇ヴィーシュホロド（ウクライナ語版）（P179 Вишгород）（ロシア軍により鹵獲）
  - ソルム型航洋曳船コレット（ウクライナ語版）（A830 Корець）（ロシア軍により鹵獲）
  - 測量船ドミトリー・チュバーリ（ウクライナ語版）（Дмитро Чубарь）（ロシア軍に鹵獲もしくは沈没）